# Robert Morrison
Robert Morrison FRS (Bullers Green, 5 de janeiro de 1782 — Morpeth, Guangzhou, 1 de agosto de 1834) foi um religioso e missionário protestante britânico, o primeiro missionário protestante na China.
Após vinte e cinco anos de trabalho, ele traduziu toda a Bíblia para a língua chinesa e batizou dez crentes chineses. Morrison foi pioneiro na tradução da Bíblia para chinês e planejou a distribuição das Escrituras tão amplamente quanto possível, ao contrário do anterior trabalho de tradução católica romana, que nunca haviam sido publicados.

## Primeiros anos

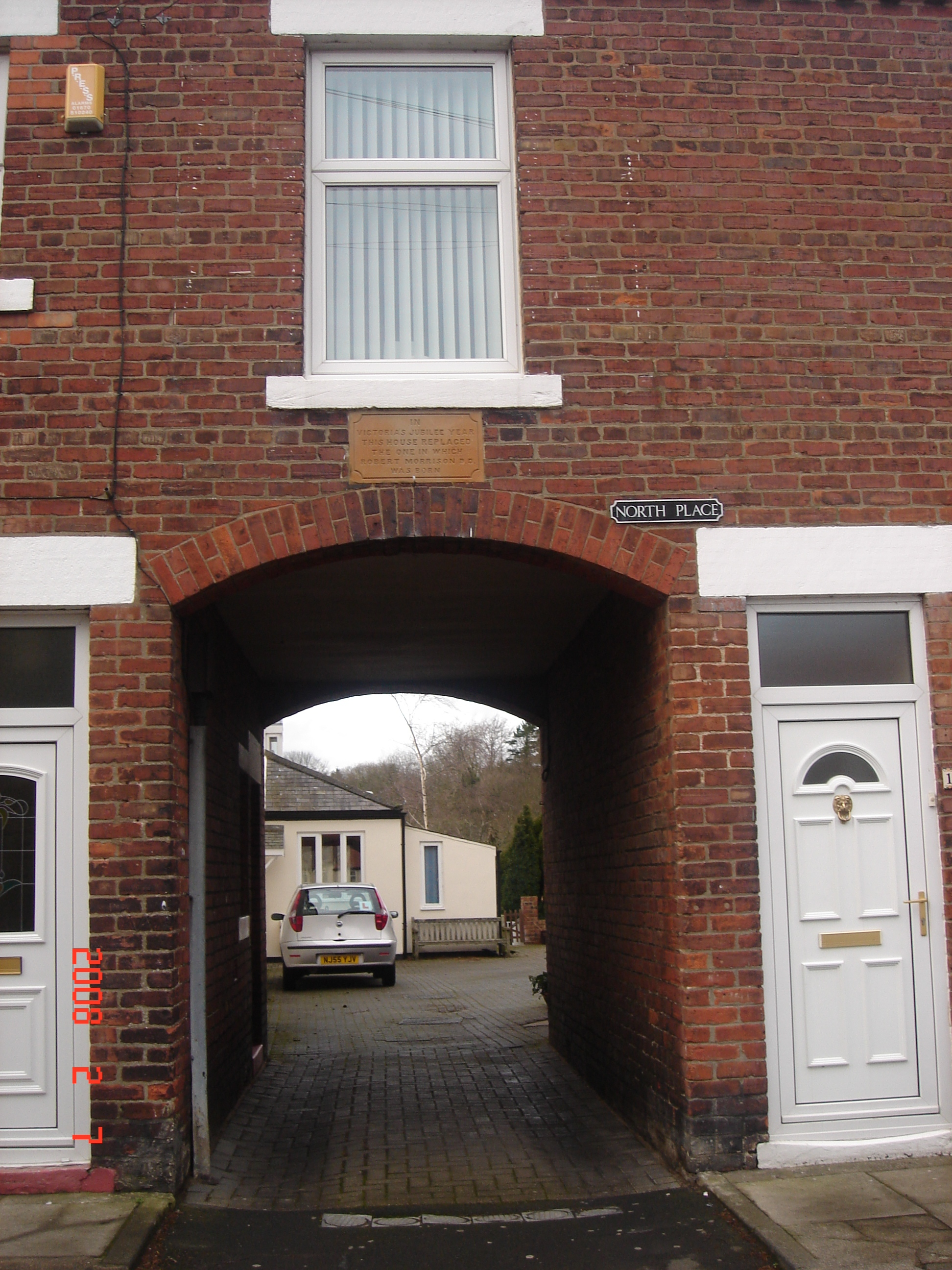
Casa de nascimento de Morrison em Bullers Green.

Filho de James Morrison, um lavrador escocês, e Nicholson Hannah, uma mulher inglesa, que eram ambos membros ativos da Igreja da Escócia. Robert nasceu perto de Morphet, era o mais novo de 8 filhos de uma família de origem escocesa e presbiteriana. Aos três anos, Robert e sua família se mudou para Newcastle, onde o seu pai encontrou trabalho mais próspero no comércio de calçados. É possível que Robert tenha sido um amigo de infância de George Stephenson, que inventou a locomotiva a vapor. Durante a sua infância e juventude ajudava o seu pai, que era fabricante de calçados, e nos tempos livres dedicava-se ao estudo da Palavra com um pastor de sua localidade.
Em 1798, com 16 anos de idade, tornou-se membro da Igreja Presbiteriana, onde seu pai era membro ativo.

### O chamado e a preparação
Desde cedo se mostrou vocacionado para o campo missionário, e começou a estudar por sua conta grego, latim e hebraico. Apesar de membros da igreja, seus pais sempre foram contra esta ideia, e no seio da sua família esta decisão não foi bem aceita e nem apoiada, pois não poderiam entender como um jovem tão promissor poderia gastar sua vida em terras longínquas e pagãs.
No entanto, Robert seguiu o desejo do seu coração, e em 1803, entrou na Academia de Hoxton em Londres, onde foi instruído para ser ministro de uma congregação, mas não ficou por aí.
Em 1804, depois de sua mãe falecer, entrou na Sociedade Missionária de Londres e, um ano mais tarde, ingressou na Mr. Bogue’s Academy em Gasport, onde teve uma preparação mais intensa e específica. Foi então destacado para ser missionário na China. Ainda em Londres estudou medicina e astrologia, aprendendo também chinês com um seu colega de turma, que mais tarde ser-lhe-ia muito útil em seu ministério.
Morrison foi ordenado em Londres em 08 de janeiro de 1807 na igreja escocesa em Swallow Street e estava ansioso para ir para a China. Em 31 de janeiro, partiu primeiro para a América. O fato de que a política da Companhia das Índias Orientais não era para levar missionários, e que não havia outros navios disponíveis que se dirigiam para a China, o obrigou a parar primeiro em Nova York em 20 de abril, depois de uma viagem tempestuosa e perigosa a bordo do "Remessa".

## Rumo à China

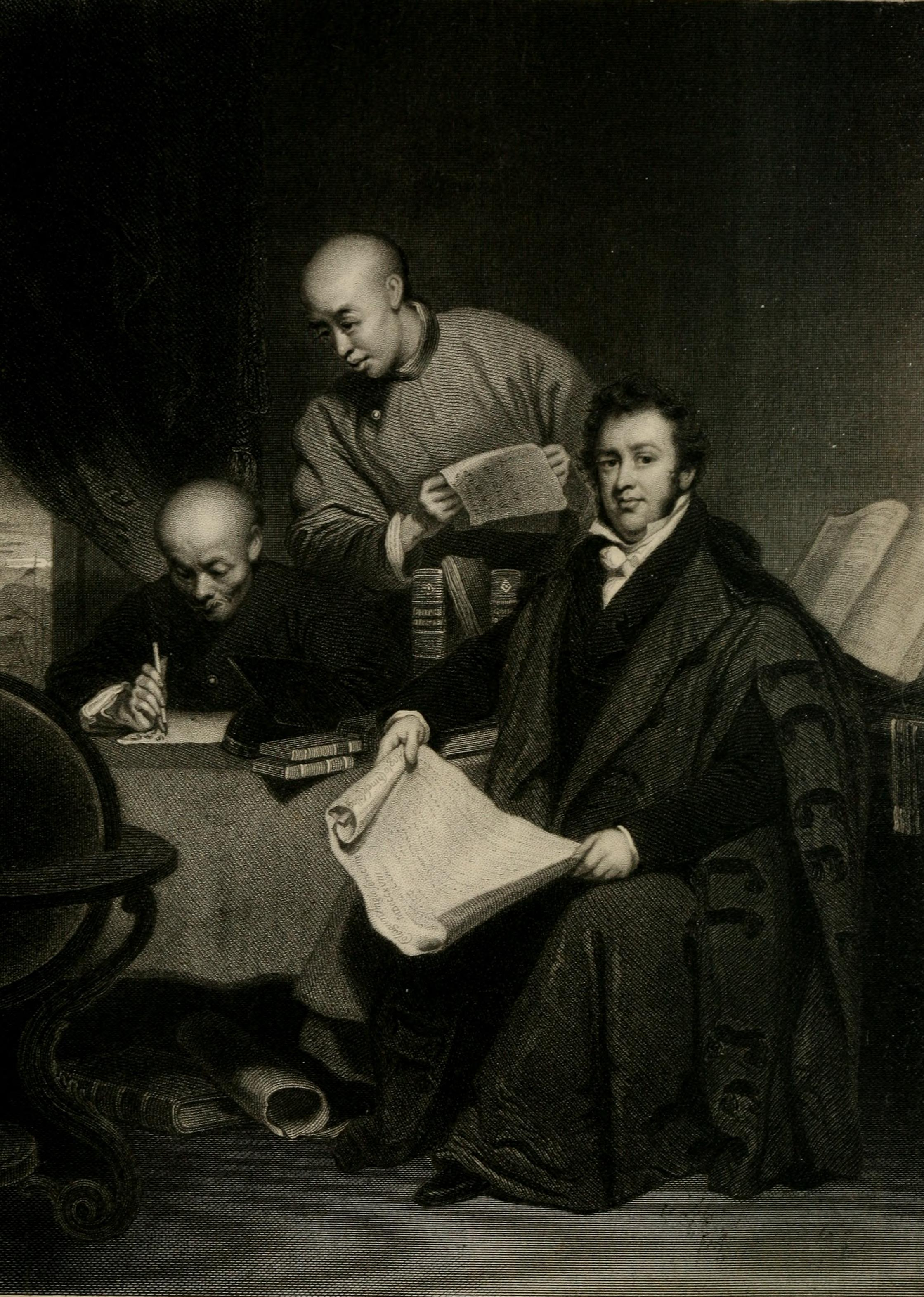
Robert Morrison e chineses ajudando na tradução da Bíblia, 1828

A sua viagem para aquelas paragens tão longínquas, por si só já foi o início de uma grande aventura, a East Índia Company não transportava missionários, e não havia outra forma directa para viajar de Inglaterra até à China. Desta forma, Morrison teve que fazer uma escala em Nova Iorque, onde esteve com o Secretário de Estado que o ajudou com a documentação, para que pudesse trabalhar na China, e assim permanecer naquele território de uma forma mais tranquila.
Um episódio muito curioso ocorre mesmo antes de Morrison embarcar no porto de Nova Iorque, o capitão do navio, o questiona como ele acha ser capaz de mudar o pensamento e práticas religiosas dos chineses, sendo um povo tão fiel às suas raízes, a quem o missionário tão simplesmente responde: "Não senhor, mas espero que Deus o fará"; e assim foi.
Nos primeiros tempos naquela terra distante sofreu pressão por parte das autoridades que não viam com bons olhos as actividades evangelísticas dos missionários nos países vizinhos como a Índia. Desta forma, não queriam de modo algum, que os missionários com seu trabalho junto das populações interferissem nos planos comerciais, principalmente com a China. Morrisson sofreu com a solidão nos primeiros tempos, parecia até que toda a Inglaterra havia esquecido da sua existência. No entanto, não deixou que esse facto o desanimasse e procurou investir no seu ministério, começando a estudar chinês com a ajuda dos crentes católicos.
Em 1809, conheceu Mary Morton, casando logo em seguida, a 20 de fevereiro do mesmo ano, e teve 3 filhos dessa união, dois meninos e uma menina, sendo que o primeiro deles morreu à nascença. Regressou ao Cantão sozinho, pois não era permitida a entrada de mulheres estrangeiras no território. O seu casamento trouxe muitas dificuldades devido à situação de saúde débil da sua esposa, e também na questão espiritual, que em nada ajudava seu ministério.
| “ | Eu gostaria de poder telo convencido e acompanha-lo. Leve em conta as 350 milhões de almas na China que não dispõem de meios para conhecer Jesus Cristo como Salvador | ” |

Começou a trabalhar na British Factory da Coast Indian Company- Companhia das Índias Orientais, tendo para isso contado com a ajuda do cônsul americano naquele país através de uma carta que recebera do Secretário de Estado em Nova York aquando da sua paragem lá.
Robert se propôs a uma demorada tarefa que ocupou 12 anos da sua vida, mas que iria deixar como uma herança valiosa e eternamente útil para todos nós: a tradução da Bíblia para o idioma chinês.
Mais tarde, este seu sonho realizado iria até ser uma dificuldade para sua permanência na China, devido à forte oposição das identidades contra a cultura ocidental, e às tentativas de "culturização ocidental" nos orientais.
Devido à excelência de seu trabalho, também compilou um dicionário chinês para os ocidentais. Por isso, foi convidado para se tornar tradutor oficial da Companhia das Índias Orientais, e assim conseguiu a autorização oficial de residência naquele território.

### Tradução da bíblia
Em 1815 publicou a tradução do Novo Testamento, e somente em 1824 é que teria a obra completa, mas devido à pressão das autoridades, desta vez o seu trabalho de tradução não agradou aos superiores - que eram totalmente contra a evangelização do povo daquele lugar, apresentando-lhe até  proposta de se demitir, mas o seu trabalho era muito precioso e não foi levado até ao final esta proposta, permanecendo então a trabalhar.
Devido aos editais imperiais contra a aprendizagem do chinês por estrangeiros, assim como contra a impressão de livros cristãos em chinês, Morrison e seu colaborador William Milne, foram para a Malásia, e lá estabeleceram uma tipografia.
Também fundaram uma escola: "Ying Wa College" para crianças originárias da China e da Malásia, em 1818.
Entretanto, sua esposa faleceu em 1821, e Robert torna a casar em 1824 com Eliza Armstrong, tendo mais cinco filhos.
Morrison viajou uma vez até sua terra natal, onde jamais pensou ou imaginou aquilo que o esperava: uma grande e calorosa recepção, onde foi tratado com muita consideração pelas igrejas que o convidavam para que fosse dar seu testemunho até seus membros. Era então um homem admirado pela sua persistência, determinação e também pela sua primazia nos trabalhos de tradução.

## Legado

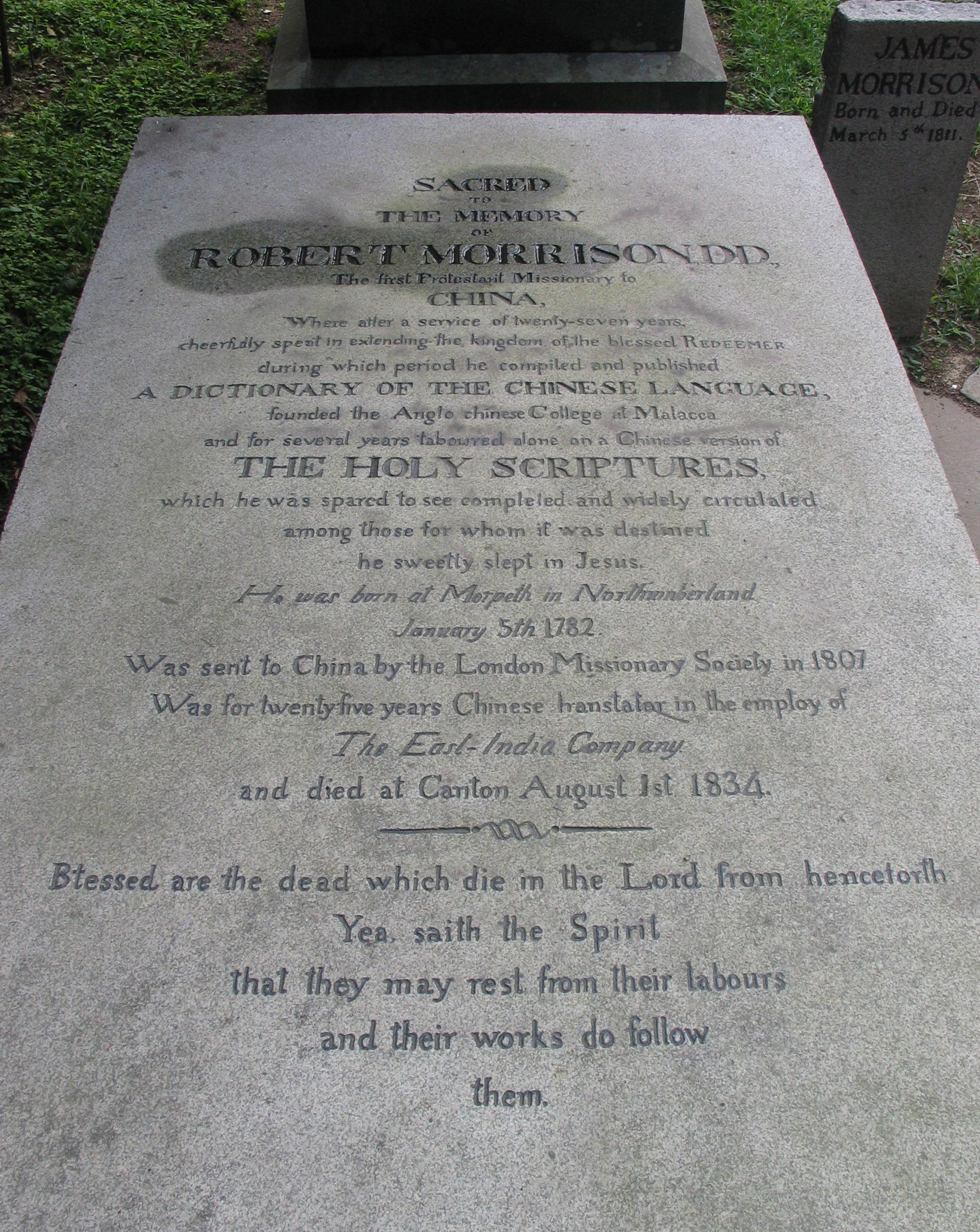
Sepultura de Robert Morrison.

O "Ying Wa College" foi transferido mais tarde para Hong Kong, por volta de 1843, depois que a coroa britânica tomou posse daquela terra. Esta instituição existe até hoje, funcionando como Escola Secundária Masculina.
Depois da sua morte, uma outra escola foi fundada, primeiramente em Macau e depois em Hong Kong, pela então recentemente formada "Morrison Education Society". Acredita-se que apenas dez vidas foram salvas ao longo dos 27 anos de seu ministério naquelas terras orientais.
| “ | Em uma nascente de água, a emissão do pé de uma colina elevada, pela beira-mar, longe da observação humana, eu o batizei em nome do Pai, Filho e Espírito Santo... Ele pode ser um dos primeiros frutos de uma grande colheita. | ” |

Depois da Guerra do Ópio, começaram a chegar missionários de todas as partes do mundo para a China. Hudson Taylor fundou a "Missão do Interior da China" em 1865. Muitos dos missionários que o sucederam nesta árdua tarefa de evangelizar o grande território daquele país usaram seus folhetos evangelísticos, alguns que ele havia simplesmente traduzido, e outros que ele mesmo havia elaborado.

## Ligações Externas
- The Morrison Collection, Andrew West (em inglês)
- Cronologia da vida de Morrison, Andrew West (em inglês)